# 紀安提
紀 安提（き の あて）は、奈良時代の貴族。官位は従五位下・備中守。

## 経歴
その経歴は桓武朝のものに限られる。
延暦2年（783年）正月、紀木津魚・吉弥侯横刀ら8人の夙夜における勤務を奨励して、爵をすすめたという記事があり、続けて安提のみ正六位上から従五位下へ叙爵したとある。同年3月、文室忍坂麻呂の後任の左京亮に任命される。同4年（785年）6月、紀千世の後任の民部少輔に就任。この時の民部卿は佐伯今毛人。
同6年（787年）2月、地方官に転じ、栄井道形の後任の備中守に任じられている。その後の経歴は不明である。

## 官歴
注記のないものは『続日本紀』による。
- 時期不詳：正六位上
- 延暦2年（783年）正月23日：従五位下。3月12日：左京亮
- 延暦4年（785年）7月6日：民部少輔
- 延暦6年（787年）2月5日：備中守